# Кіріно (провінція)
Кіріно (Ілоко: Probinsia ti Quirino) — провінція Філіппін, розташована в регіоні Долина Кагаян на острові Лусон. Адміністративним центром є муніципалітет Кабарогуйс. Провінція названа на честь шостого президента Філіппін Ельпідіо Кіріно.
Провінція Кіріно межує з провінціями: Аурора — на південному сході, Нуева Віская — на заході, Ісабела — на півночі.

## Географія
Площа провінції становить 2 323,47 км2. Кіріно займає південно-східну частину регіону Долина Кагаян. Гірський хребет Сьєрра-Мадре створює природний бар'єр на східних та південних кордонах провінції. Близько 80 % площі провінції покрито горами та високогір'ями.